# 太田彩華
太田 彩華（おおた あやか、2月1日 - ）は、日本の女性声優、歌手。兵庫県出身。

## 来歴
2017年よりマッシュアップエンターテイメントに所属し、声優・歌手としての活動を開始。また、自身の楽曲や他アーティストの楽曲の作詞・コーラスを担当している他、アニソンDJとしての活動も行っている。
デビュー間もない2018年1月26日には、創作レーベル・SOZO STEPSによるドラマCD「アイの箱庭」制作プロジェクトのクラウドファンディングが立ち上げられた。これは新人声優の太田がプロとして活躍する人気声優とともに声優としての経験を得ることで、今後の活動支援となることを目的としたもので、2月19日には支援金額が目標100万円に到達。同年10月26日に発売に至り、悠木碧、石見舞菜香、鬼頭明里と共演を果たした。
2019年2月2日に開催した「第2回おお茶会～おおたん生日かいっ!!～」内にて2019年の活動予想として文学的青春パンクバンド「太田家」を発表し、同年2月13日のライブ出演時に「太田家」の結成を正式発表した
また、「太田家」において太田彩華はボーカルおよびベースを担当する。
2019年4月13日、カラオケパセラ秋葉原昭和通り館にて実施されている「駄菓子居酒屋～駄菓子屋ぱせら～」の公式アンバサダーに就任したことが発表された。

## 出演
太字はメインキャラクター。

### テレビアニメ
- 闇芝居（2019年）[7]
- ピーター・グリルと賢者の時間（2020年 - 2022年、ミッチー・ペリグリム） - 2シリーズ[一覧 1]

### ゲーム
- NOeSIS 歌う影の戯曲（2017年、古宮鏡花[8]）
- キグルミキノコ Q-bit（2019年、祟ヶ淵ルクルート[9]）

### ドラマCD
- 再会したライバルたち（2017年、犬山凛&木嶋晴信[10]）
- アイの箱庭 a Heartwarming Garden（2018年、ハートロック[11]）

### ラジオ
- 金田一芙弥と太田彩華のてとてツナイデおうちに帰ろう[12]（2019年 - 、かわさきFM）

### インターネット番組
- 太田彩華のヌパ動!![13]（2018年 - 、MUEステーション[14]、YouTube）
- 新人声優太田彩華のサバゲノム![15]（2018年、MUEステーション、YouTube）
- ひらり言の葉一枚[16]（2018年 - 、MUEステーション、YouTube）
- 木下鈴奈・太田彩華の「いきなりごめんなさい」（2020年 - 、MUEステーション、YouTube）

### web記事
- 推しごと[17]　（2021年5月17日）

## ディスコグラフィ

### 配信楽曲
| 配信開始日    | タイトル                    | 作詞           | 作曲           | 編曲           |
| ------------- | --------------------------- | -------------- | -------------- | -------------- |
| 2018年6月17日 | はじまりの手                | 太田彩華       | 俊龍           | Randee         |
| 2018年6月17日 | 宵山で散って咲き誇れ        | 太田彩華       | 俊龍           | よる。         |
| 2018年6月17日 | どうせ僕らは                | 太田彩華       | 俊龍           | よる。         |
| 2018年6月17日 | Eternal Birth               | 太田彩華/俊龍  | 俊龍           | よる。         |
| 2019年7月1日  | 名もなき少年の 名もなき青春 | 太田彩華       | 太田ひさおくん | 太田ひさおくん |
| 2019年8月1日  | 月食のソワレ                | 佐々木収       | 佐々木収       | 佐々木収       |
| 2019年8月1日  | 星明かりのメロディ          | ヒライシュンタ | ヒライシュンタ |                |
| 2019年9月1日  | 夢の散歩者                  | 太田彩華       | 太田ひさおくん |                |
| 2019年12月1日 | 青春                        | 真島昌利       | 真島昌利       |                |
| 2020年1月1日  | 卒業                        | コザック前田   | コザック前田   |                |
| 2020年2月1日  | 小さな恋のうた              | 上江洌清作     | MONGOL800      |                |
| 2020年2月23日 | True or Bad Ending          | 太田彩華       | el             | el             |
| 2020年3月14日 | 愛とアストロノミア          | 太田彩華       | 太田ひさおくん |                |
| 2020年7月24日 | メロウ＝ディストピア        | 太田彩華       | 佐々木久夫     |                |
| 2021年7月21日 | シュプレヒコールが眠らない  | 太田彩華       | 太田ひさおくん |                |

### 限定シングル
| 発売日        | タイトル                | 形態                                                                                        |
| ------------- | ----------------------- | ------------------------------------------------------------------------------------------- |
| 2018年11月3日 | Fanfare～僕たちの奇跡～ | 太田彩華ファーストワンマンライブ「Eternal Birth」来場者限定配布（2020年4月9日から配信開始） |

### アルバム
|     | 発売日        | タイトル       | 規格品番  |
| --- | ------------- | -------------- | --------- |
| 1st | 2019年6月26日 | 花とバンケット | RRAO-0001 |

### 参加作品
| 発売日         | タイトル                            | 楽曲         | 作詞         | 作曲         | 編曲         | タイアップ                                            |
| -------------- | ----------------------------------- | ------------ | ------------ | ------------ | ------------ | ----------------------------------------------------- |
| 2018年1月26日  | 『NOeSIS 仄かな旋律の記憶』         | 命の花       | 太田彩華     | YUPA         | Yu-pan.      | ゲーム『NOeSIS 歌う影の戯曲』第三章エンディングテーマ |
| 2018年12月30日 | 『繚乱ディソナンス / 月食のソワレ』 | 月食のソワレ | ササキオサム | ササキオサム | ササキオサム | ゲーム『Q-Bit』第一章エンディングテーマ               |

### 参加楽曲
| 発売日        | タイトル                             | 歌唱                                                     | 作詞                                                     | 作曲       | 編曲       | 備考           |
| ------------- | ------------------------------------ | -------------------------------------------------------- | -------------------------------------------------------- | ---------- | ---------- | -------------- |
| 2019年4月13日 | Fanfale ~mashup song for you and me~ | ボイジャー、かなでももこ、藤崎結朱、太田彩華、上保美香子 | ボイジャー、かなでももこ、藤崎結朱、太田彩華、上保美香子 | 佐々木久夫 | 佐々木久夫 | 事務所制作楽曲 |

## ライブ・イベント

### ワンマンライブ
| 公演年 | タイトル                                          | 公演日・会場                       |
| ------ | ------------------------------------------------- | ---------------------------------- |
| 2018年 | 太田彩華ファーストワンマンライブ「Eternal Birth」 | 全1公演:11月3日 大塚Deepa (東京都) |

### 事務所主催ライブ
| 公演年 | タイトル                       | 公演日・会場                              |
| ------ | ------------------------------ | ----------------------------------------- |
| 2018年 | LIVE MUE STATION               | 全1公演:3月17日 吉祥寺CLUB SEATA (東京都) |
| 2019年 | MASHUP RECORDS LIVE 2019 TOKYO | 全1公演:4月13日 渋谷REX (東京都)          |

## 提供

### アニメ
- テレビアニメ「消滅都市」
  - With Your Breath/ SPR5 俊龍と共同作詞[20]

### ゲーム
- Song of Memories
  - Justitia / Dream4You 作詞[21]
- Re:ステージ!
  - Time and Space / Stellamaris 俊龍と共同作詞[22]
- 消滅都市2
  - ファイブ!サスペクツ! / SPR5 俊龍と共同作詞[23]

### パチンコ
- CR織田信奈の野望IIテーマソング
  - Hit a.～Period～ / 織田信奈（CV:伊藤かな恵）作詞[24]

## 参加

### コーラス
- ドレミファクトリー! / 櫻井桃華（CV：照井春佳)、佐々木千枝（CV：今井麻夏）、橘ありす（CV：佐藤亜美菜）、結城晴（CV：小市眞琴）、龍崎薫（CV：春瀬なつみ）[25]
- 革命のヴァンガード / かなでももこ[26]

### ユニット
- HONEY TONE[27]

### シリーズ一覧
1. ↑  第1期（2020年）、第2期『Super Extra』（2022年）